# 小行星9780
小行星9780（9780 Bandersnatch）是一颗绕太阳运转的小行星，为主小行星带小行星。该小行星于1994年9月25日发现。
小行星9780以兒童文學作品《愛麗絲鏡中奇遇》的角色潘達斯奈基（Bandersnatch）命名。

## 轨道参数
小行星9780的轨道半长轴为2.1994508 UA，离心率为0.103。